# Música da Guiné Equatorial

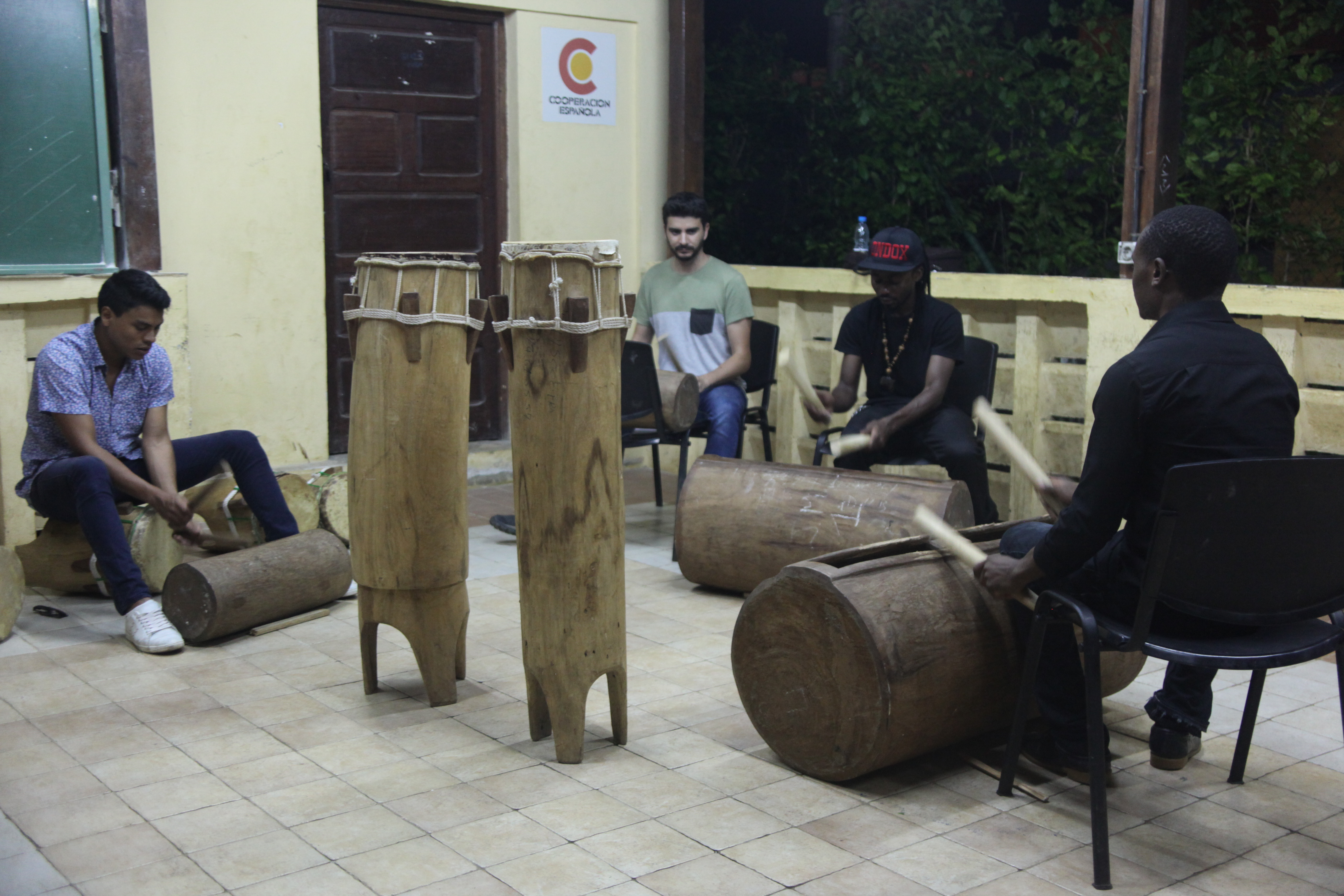
Tambores de fenda africanos, instrumentos musicais da Guiné Equatorial

A Cultura da Guiné Equatorial tem sido muito mais documentada que outros países africanos, e o registo comercial continua escasso. Isto é devido parcialmente à pequena dimensão do país e uma população de cerca de apenas 500000. Guiné Equatorial foi entalhada fora as três antigas colônias espanhola: Rio Muni, uma faixa de terra entre Camarões e Gabão, Bioko, uma ilha perto de Camarões, e Annobón, uma ilha no Oceano Atlântico longe do continente.
O hino nacional da Guiné Equatorial foi escrito por Atanasio Ndongo Miyono, e aprovado em 1968, quando o país ganhou independência da Espanha.

## Música Folclórica
O maior grupo étnico são os Fang, apesar de existirem ainda numerosos Bubi e menores populações de Bisio, Bujeba, Ndowe, Combe e povo Annobónese.
Os fangs são conhecidos pelo seu mvet, um cruzamento entre um zither e uma harpa. Música para o mvet está escrito em uma forma de notação musical que só pode ser aprendida por iniciantes da sociedade bebom-mvet. A música é tipicamente chamada e resposta com um coro e percussão alternada. Músicos como Eyi Moan Ndong e Obama (músico) têm contribuído para popularizar estilos folk.
O balélé e o audacioso ibanga são duas das muitas danças na Guiné Equatorial, a maioria dos quais são acompanhados por uma orquestra de três ou quatro pessoas consistindo em algum arranjo de sanza, xilofone, percussão, zithers e harpa bow.

## Música Popular
Existe pouca música popular saindo da Guiné Equatorial. Estilos Pan-africanos como o soukous e makossa são os mais populares, como são reggae e rock and roll.
Bandas de guitarra acústica baseadas em um modelo espanhol são os mais conhecidos no país indígena de tradição popular, especialmente estrelas nacionais Desmali y su Grupo Dambo de la Costa.
Outros músicos da Guiné Equatorial incluem Malabo Strit Band, Luna Loca, Chiquitin, Dambo de la Costa, Ngal Madunga, Lily Afro e Espanha-base como exilados Super Momo, Hijas del Sol e Baron Ya Buk-Lu.